# Station Torino Porta Susa
Treinstation Turijn Porta Susa (Italiaans: Stazione di Torino Porta Susa) is een internationaal station in de hoofdstad van Piëmont en (qua aantal inwoners) tweede stad van Noord-Italië: Turijn.
Het station ligt aan de westelijke rand van het centrum van de stad. 

Sinds 14 januari 2013 is een nieuw gebouw geopend dat gedeeltelijk ondergronds is, de perrons en rails liggen namelijk onder het straatniveau, terwijl alle overige diensten op de begane grond of iets lager dan straatniveau zijn gehuisvest. De hal op de begane grond strekt zich uit parallel aan de treinsporen, het is een langgerekt gebouw.
Porta Susa ligt op diverse lijnen van Italiaanse hogesnelheidstreinen, waaronder het snelste type Frecciarossa. Het station wordt ook aangedaan door de TGV van Parijs via Lyon naar Milaan.

Naast het station ligt een busstation voor lokaal en interlokaal verkeer en het station is aangesloten op de metro. Ook de busservice naar luchthaven Milano Malpensa vertrekt vanaf dit busstation.